# Verbascum simplex
Verbascum simplex  es una especie de la familia Scrophulariaceae.

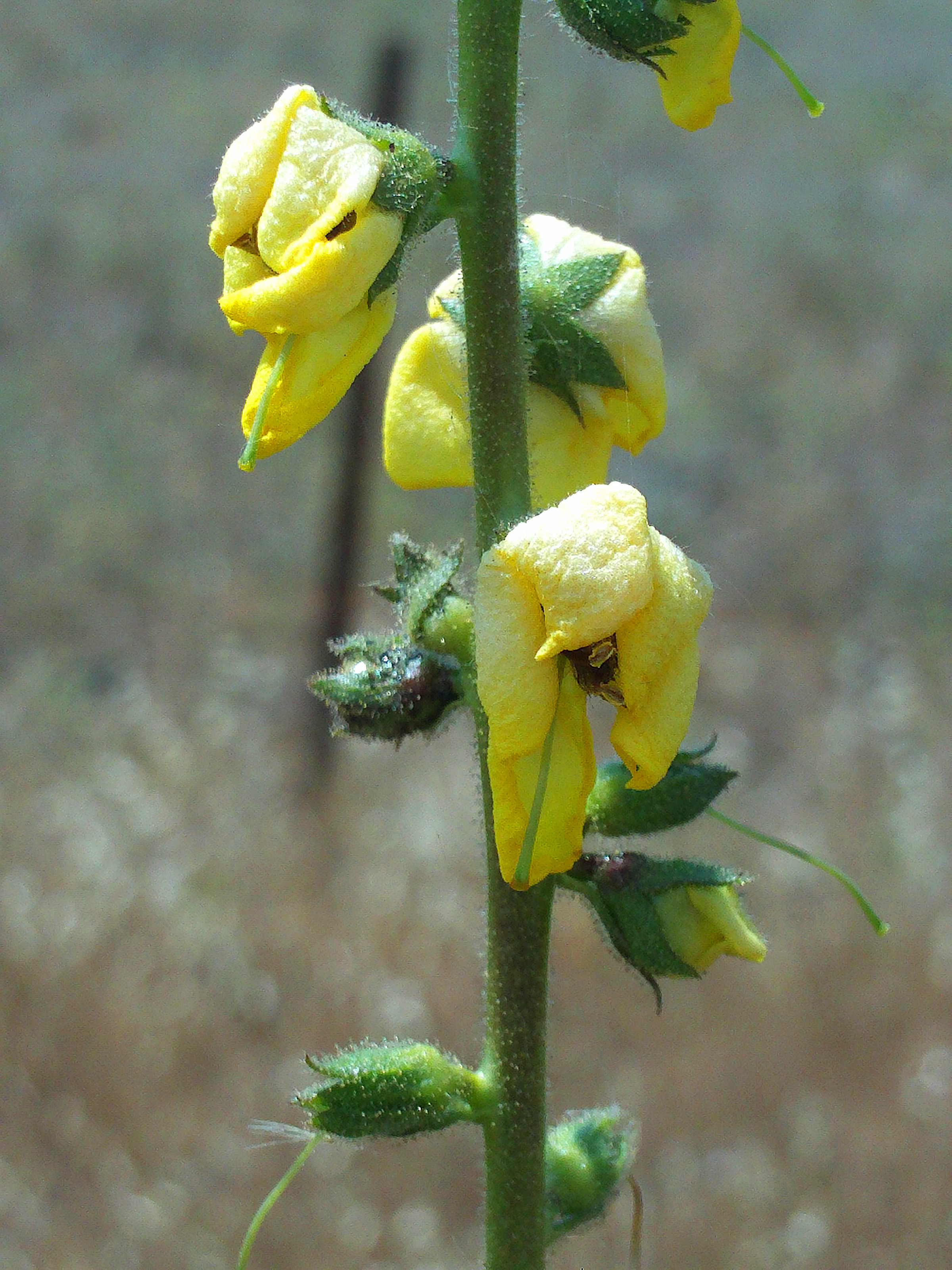
Inflorescencia

## Descripción
Verbascum simplex, es una hierba bienal, con indumento blanquecino. Tallos de hasta 230 cm de altura. Hojas ligeramente crenadas; las inferiores de hasta 35 x 10 cm, oblongo-elípticas, insensiblemente estrechadas en un pecíolo corto; las superiores sentadas, decurrentes. Inflorescencia simple o ramificada, laxa o algo densa. Brácteas de 7-10 mm, algo más largas que los sépalos, ovadas u ovado-lanceoladas. Pedicelos soldados al eje de la inflorescencia. Cáliz de 4,5-7 mm, con lóbulos ovados u ovado-lanceolados agudos. Corola de 12-20 mm de diámetro. Androceo con 5 estambres; los 3 superiores con anteras reniformes v filamentos densamente cubiertos de pelos blancos; los 2 inferiores con anteras reniformes cortamente decurrentes sobre el filamento, con la mitad superior densamente cubierta de pelos blancos por la parte interna. Estigma capitado, pequeño. Cápsula de 6-7 x 5-6,5 mm, ovoidea. Florece y fructifica de mayo a julio.

## Distribución y hábitat
Se encuentra en taludes, baldíos, arenales costeros, a menudo en suelos arenosos; a una altitud de 0-1300 metros en el SW de Francia, península ibérica, N de Marruecos y NW de Argelia.

## Taxonomía
Verbascum simplex fue descrita por Hoffmanns. & Link y publicado en Flore portugaise ou description de toutes les ... 1: 216. 1811.
Citología
Número de cromosomas de Verbascum simplex (Fam. Scrophulariaceae) y táxones infraespecíficos: 2n=16
Etimología
Verbascum: nombre genérico que deriva del vocablo latino Barbascum (barba), refiriéndose a la vellosidad que cubre la planta.
simplex: epíteto latino que significa "simple".
Sinonimia
- Verbascum dubium Roem. & Schult.
- Verbascum henriquesii var. compositum (Mariz) Cout.
- Verbascum henriquesii var. ramosum (Mariz) Cout.
- Verbascum henriquesii var. simplex (Hoffmanns. & Link) Cout.
- Verbascum henriquesii Lange ex Mariz
- Verbascum linkianum var. compositum Mariz
- Verbascum linkianum var. ramosum Mariz
- Verbascum linkianum var. simplex (Hoffmanns. & Link) Mariz
- Verbascum linkianum Mariz
- Verbascum macranthum Hoffmanns. & Link
- Verbascum thapsiforme var. curtum Merino
- Verbascum thapsus subsp. langei Rivas Mart.[5]

## Nombres comunes
- Castellano: barbasco, barbasco grande, candela regia, candelaria, engordalobo, gordolobo, gordolobo blanco macho, guardalobo, jopo de zorra, rabasco.[5]